# Ich möchte kein Mann sein
Ich möchte kein Mann sein (trad. Não Quero Ser Um Homem) é um filme mudo alemão de 1918 dirigido por Ernst Lubitsch.

## Sinopse

### Ato 1
Ossi vive com sua governanta na mansão de seu tio, um rico comerciante. Ela é completamente antipática e gosta de jogar pôquer, flertar, fumar, e beber. Nem seu tio nem a governanta conseguem controlar sua personalidade impulsiva. Quando o tio precisa viajar urgentemente à trabalho, Ossi se declara livre para que agora pode fazer o que quiser com sua vida e dar um passeio. Porém, a governanta estraga seus planos e a apresenta ao seu novo guardião, Dr. Kersten. Ele é um homem rígido, impondo novas regras na residência e proibindo os passeios da jovem pela cidade. Frustrada, Ossi vai para a cama com o grito: "Por que não vim ao mundo como um menino!"

### Ato 2
Ossi encomenda um terno e se veste como homem. A governanta não a reconhece e fica entusiasmada com o "amável rapaz". Andando de bonde Ossi é repreendida por outros homens por não oferecer um lugar a uma mulher. Ossi vai para o Mouse Palace, um salão de dança. Lá, ela luta com outros homens para entrar, e acaba sendo perseguida por mulheres interessadas "nele". Ela encontra seu guardião, Dr. Kersten, com uma mulher e tenta se vingar ao seduzi-la. Enquanto o Dr. Kersten confronta o suposto rival, sua companheira é atraída por outro homem e Dr. Kersten e Ossi acabam se tornando amigos.

### Ato 3
Os dois ficam extremamente bêbados e trocam seus casacos a caminho de casa. Completamente fora de si, eles se beijam na carruagem e finalmente adormecem. O motorista procura a carteira em seus respectivos casacos para descobrir onde deixar seus passageiros. Dr. Kersten, portanto, acaba na casa de Ossi, enquanto Ossi na de Kersten. Na manhã seguinte, ambos ficam horrorizados. Dr. Kersten é acordado pela governanta raivosa de Ossi, mas se esconde debaixo das cobertas. Ossi começa a chorar quando é acordada por um criado de Kerstens, e escapa da casa. Quando ela chega em sua mansão, ela vê o Dr. Kersten, que também não a reconhece à luz do dia. Ossi finge querer ver sua "prima" e Dr. Kersten diz a ela que ele acha esta atraente, e pede que não conte a ela o que ocorreu na noite anterior. Enquanto Ossi se livra de sua peruca no quarto, a governanta encontra o Dr. Kersten. Ela assume que ele acabou de chegar e ele pede que ela acorde Ossi e os dois acabam descobrindo o truque da jovem. Ele fica surpreso ao ver que o jovem com quem ele lutou na noite passada era Ossi.

## Produção
As filmagens ocorreram durante a Primeira Guerra Mundial no Ufa-Union-Atelier em Tempelhof. Ich möchte kein Mann sein foi a oitava colaboração entre a atriz principal Ossi Oswalda e o diretor Ernst Lubitsch. No total, eles fizeram doze filmes entre 1916 e 1920. O filme foi censurado em julho de 1918, sendo proibida a entrada de jovens em exibições. A estreia de Ich möchte kein Mann sein aconteceu em 1º de outubro de 1918 em Berlim .
Em 2006 , Ich möchte kein Mann sein foi um dos cinco filmes na coleção Ernst Lubitsch lançada em DVD. A versão cinematográfica restaurada digitalmente foi acompanhada por uma composição para piano de Neil Brand.

## Elenco
- Ossi Oswalda como Ossi
- Curt Goetz como Dr. Kersten
- Ferry Sikla como Conselheiro Brockmüller
- Margarete Kupfer como A Governanta
- Victor Janson